# Без пријатеља
Без пријатеља (енгл. Unfriended) амерички је хорор филм из 2014. године. Режију потписује Леван Габријадзе, по сценарију Нелсона Гривса. Главне улоге тумаче Шели Хенинг, Мозиз Сторм, Рене Олстед, Вил Пелц, Џејкоб Висоцки, Кортни Халверсон и Хедер Сосаман. Први је дугометражни филм који се у потпуности одвија преко рачунарског монитора, произведен у такозваном скринлајф формату.
Премијерно је приказан 20. јула 2014. године на фестивалу Фантазија, док је од 17. априла приказиван у биоскопима. Добио је помешане рецензије критичара и остварио огроман финансијски успех, зарадивши преко 60 милиона долара. Наставак, Без пријатеља 2: Мрачни интернет, приказан је 2018. године.

## Радња
Филм се одвија преко рачунарског монитора тинејџерке док њу и њене пријатеље прогони невидљив лик који тражи освету за подругљиви видео који је навео злобну насилницу да се убије годину дана пре. На годишњицу њене смрти, ти исти пријатељи који су мислили да њихови поступци неће имати последице откриће колико гадно греше.

## Улоге
| Глумац           | Улога      |
| ---------------- | ---------- |
| Шели Хенинг      | Блер Лили  |
| Мозиз Сторм      | Мич Русел  |
| Рене Олстед      | Џес Фелтон |
| Вил Пелц         | Адам Сјуел |
| Џејкоб Висоцки   | Кен Смит   |
| Кортни Халверсон | Вал Ромел  |
| Хедер Сосаман    | Лора Барнс |